# 開山凌雲寺
開山凌雲寺，也稱凌雲寺、五股凌雲寺，是位在台灣新北市五股區主祀觀世音菩薩的寺廟。俗稱「內岩（巖）」，和俗稱「外岩（巖）」的西雲寺同為觀音廟。

## 歷史
1739年（乾隆4年），由謝建賢捐資開創，後因毀壞寄祀西雲寺（外岩）。1815年（嘉慶20年），由鄉人楊梅發起重建。清治末期，劉銘傳以剿匪為由，派兵焚燬，自此廟務中斷。日治時代1927年（昭和2年），五股庄長林知義募資重建，屬於日本佛教曹洞宗。1933年（昭和8年），完成今日樣貌。

## 祭祀
主祀觀世音菩薩，左陪祀為清水祖師、大眾爺、三太子，右陪祀為福德正神，右護龍為功德祿位、地藏王菩薩，左護龍為太歲星君。

## 脚注
1. ↑  .   [2023-04-22]. （原始内容存档于2023-04-22）.

## 外部連結
- 觀音山-開山凌雲寺 （页面存档备份，存于）